# Luis Javier Argüello García

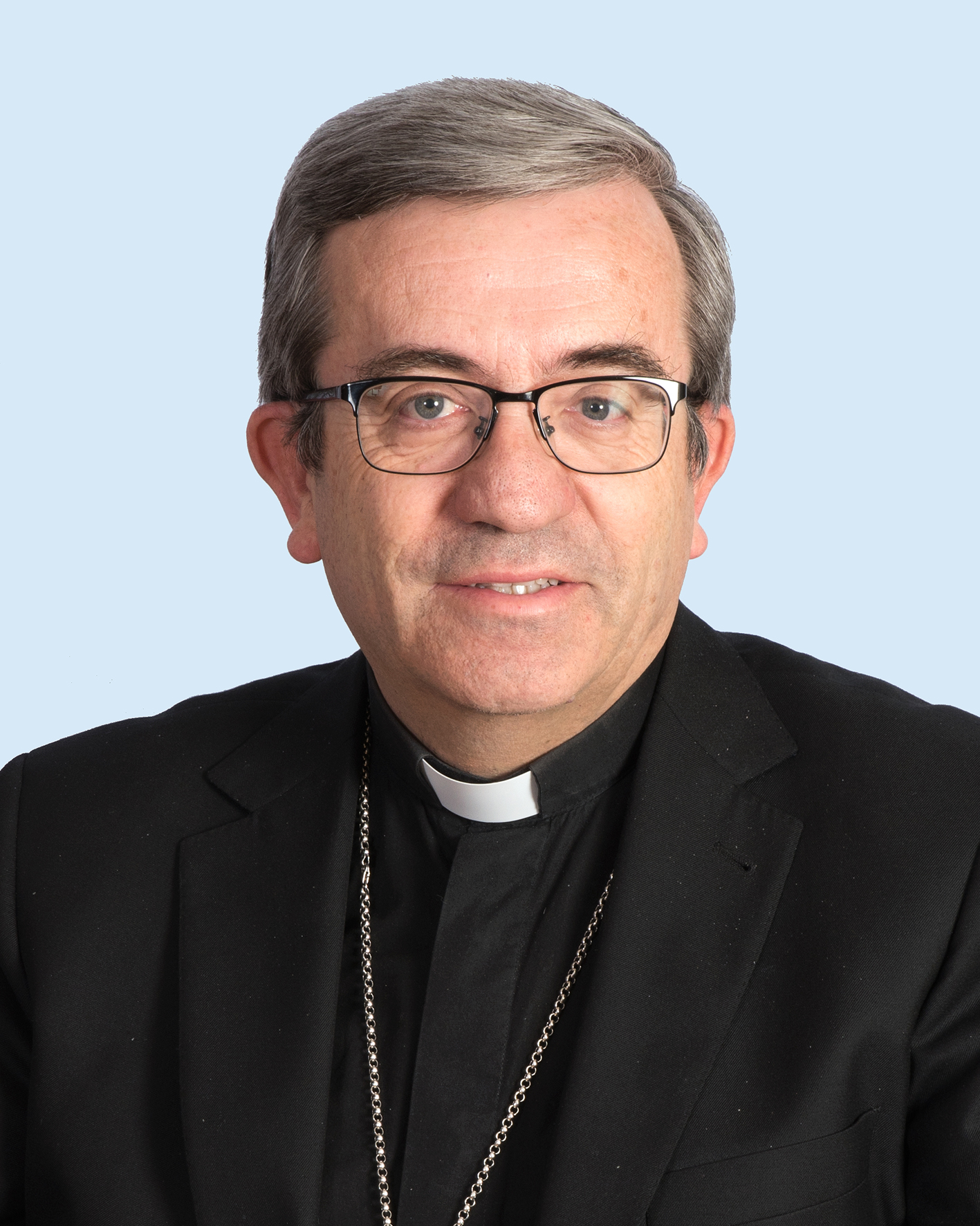
Luis Javier Argüello García (2017).

Wappen von Luis Argüello García als Erzbischof

Luis Javier Argüello García (* 16. Mai 1953 in Meneses de Campos, Provinz Palencia) ist ein spanischer Geistlicher und römisch-katholischer Erzbischof von Valladolid.

## Leben
Luis Javier Argüello García besuchte zuerst die Grundschule in Meneses de Campos und später das Colegio de Nuestra Señora de Lourdes der Brüder der christlichen Schulen in Valladolid. Anschließend absolvierte er an der Universität Valladolid ein Studium der Rechtswissenschaft, das er 1976 mit dem Lizenziat abschloss. Von 1976 bis 1981 lehrte Argüello García Verwaltungsrecht an der juristischen Fakultät der Universität Valladolid und von 1981 bis 1984 unterrichtete er am Colegio de Nuestra Señora de Lourdes. Daneben gehörte er dem Pastoralteam der Ordensprovinz Nordwest-Spanien der Brüder der christlichen Schulen an. Ferner fungierte er als Vorsitzender der Kommission für Gerechtigkeit und Frieden von Valladolid und engagierte sich bei der Caritas in der Begleitung von Drogenabhängigen. Nachdem Eintritt ins Priesterseminar des Erzbistums Valladolid studierte Argüello García von 1983 bis 1986 Philosophie und Katholische Theologie an der Hochschule der Augustiner in Valladolid. Am 27. August 1986 empfing Argüello García in Valladolid durch den Erzbischof von Valladolid, José Delicado Baeza, das Sakrament der Priesterweihe.
Argüello García war zunächst als Ausbilder (1986–1997) und später als Regens (1997–2011) des Priesterseminars des Erzbistums Valladolid tätig. Daneben war er zusätzlich Bischofsvikar für die Stadt Valladolid und Mitglied des Bischofsrats (1993–1997, 2003–2009 und ab 2010) sowie von 1997 bis 2011 Moderator der an das Karmelitinnenkloster Concepción del Carmen in Valladolid angeschlossenen Kaplanei und von 1997 bis 2012 Delegat für die Berufungspastoral. Außerdem gehörte Argüello García von 2003 bis 2008 als gewähltes Mitglied dem Priesterrat des Erzbistums Valladolid an. Ferner leitete er von 2009 bis 2010 das Erzbistum Valladolid während der Zeit der Sedisvakanz als Diözesanadministrator. Ab 2011 wirkte Luis Javier Argüello García als Generalvikar des Erzbistums Valladolid und als Moderator der Kurie. Außerdem gehörte er bereits ab 2000 dem Konsultorenkollegium an und ab 2010 erneut dem Priesterrat sowie ab 2011 dem Diözesanvermögensverwaltungsrat, ab 2013 dem Diözesanpastoralrat und ab 2014 der Kommission für den Ständigen Diakonat.
Am 14. April 2016 ernannte ihn Papst Franziskus zum Titularbischof von Ipagro und zum Weihbischof in Valladolid. Die Bischofsweihe spendete ihm der Erzbischof von Valladolid, Ricardo Kardinal Blázquez Pérez, am 3. Juni desselben Jahres in der Kathedrale Nuestra Señora de la Asunción in Valladolid; Mitkonsekratoren waren der Apostolische Nuntius in Spanien, Erzbischof Renzo Fratini, und der Erzbischof von Toledo, Braulio Rodríguez Plaza. Sein Wahlspruch Veni lumen cordium („Komm, Licht der Herzen“) stammt aus dem Veni Sancte Spiritus. Als Weihbischof war Luis Javier Argüello García weiterhin Generalvikar des Erzbistums Valladolid und Moderator der Kurie. Darüber hinaus blieb er Mitglied des Konsultorenkollegiums, des Priesterrats, des Bischofsrats, des Diözesanpastoralrats und des Diözesanvermögensverwaltungsrats sowie der Kommission für den Ständigen Diakonat. Am 10. Juni 2017 weihte Argüello García das Erzbistum Valladolid dem Unbefleckten Herz Mariä.
In der Spanischen Bischofskonferenz gehörte Luis Javier Argüello García zudem von 2017 bis 2018 der Pastoralkommission und der Kommission für die Priesterseminare und Universitäten an. Am 21. November 2018 wurde Argüello García Generalsekretär und Pressesprecher der Spanischen Bischofskonferenz. Außerdem ist er Mitglied des Exekutivausschusses und des Ständigen Rates.
Papst Franziskus bestellte ihn am 17. Juni 2022 zum Erzbischof von Valladolid. Die Amtseinführung erfolgte am 30. Juli desselben Jahres. Im März 2024 wurde Argüello zum neuen Vorsitzenden der Spanischen Bischofskonferenz gewählt.

## Schriften
- El renacer de lo religioso. ¿Burbuja o semilla? In: Sal terrae: Revista de teología pastoral. Band 86, Nr. 1011, 1998, S. 293–306.
- La pastoral vocacional de Jesús según los evangelios. ¿Qué podemos aprender? In: Sal terrae: Revista de teología pastoral. Band 88, Nr. 1038, 2000, S. 695–706.
- La familia, fuente de solidaridad: curso del XX Aula Malagón-Rovirosa, julio-agosto de 2005, Casa Emaús, Torremocha de Jarama, Madrid. Movimiento Cultural Cristiano, Madrid 2006, OCLC 1142887298.
- Pregón de Semana Santa, Valladolid 2017. Ayuntamiento de Valladolid Junta de Cofradías de Semana Santa, Valladolid 2017, OCLC 1050709503.
- Mirada al hospital desde el servicio religioso. In: Antonio Otero Rodríguez, Benito Cortejoso, Julio Martínez (Hrsg.): Hospitales. Ediciones Fuente de la Fama, Valladolid 2017, ISBN 978-84-697-5910-3, S. 165–178.
- Presencia de las Hermandades en el ámbito académico y universitario. In: Javier Burrieza Sánchez (Hrsg.): Lux aeterna. Setenta y cinco años de la Hermandad Universitaria del Santísimo Cristo de la Luz de Valladolid. Hermandad Universitaria del Santísimo Cristo de la Luz de Valladolid, Valladolid 2018, ISBN 978-84-09-04637-9, S. 67–82.
- La Iglesia Católica y la libertad religiosa. In: Jaime Rossell Granados, Eugenio Nasarre (Hrsg.): La ley orgánica de libertad religiosa (1980–2020) por la concordia religiosa y civil de los españoles. CEU Ediciones, Madrid 2020, ISBN 978-84-17385-86-6, S. 169–172.